# 費爾菲爾德 (新澤西州蒙茅斯縣)
費爾菲爾德（英語：Fairfield）是位於美國新澤西州蒙茅斯縣的非建制地區。

## 地理
費爾菲爾德所處的海拔為高於海平面27米（即89英呎），而該地所採用的時區為UTC-5，即北美东部时区（EST）。同時該地設有夏令時間，為UTC-5調快一小時，即UTC-4（EDT）。